# Candalides aroa
Candalides aroa är en fjärilsart som beskrevs av Bethune-Baker 1908. Candalides aroa ingår i släktet Candalides och familjen juvelvingar. Inga underarter finns listade i Catalogue of Life.